# Euphorbia griffithii
Euphorbia griffithii — вид рослин із родини молочайних (Euphorbiaceae), зростає у Гімалаях.

## Опис

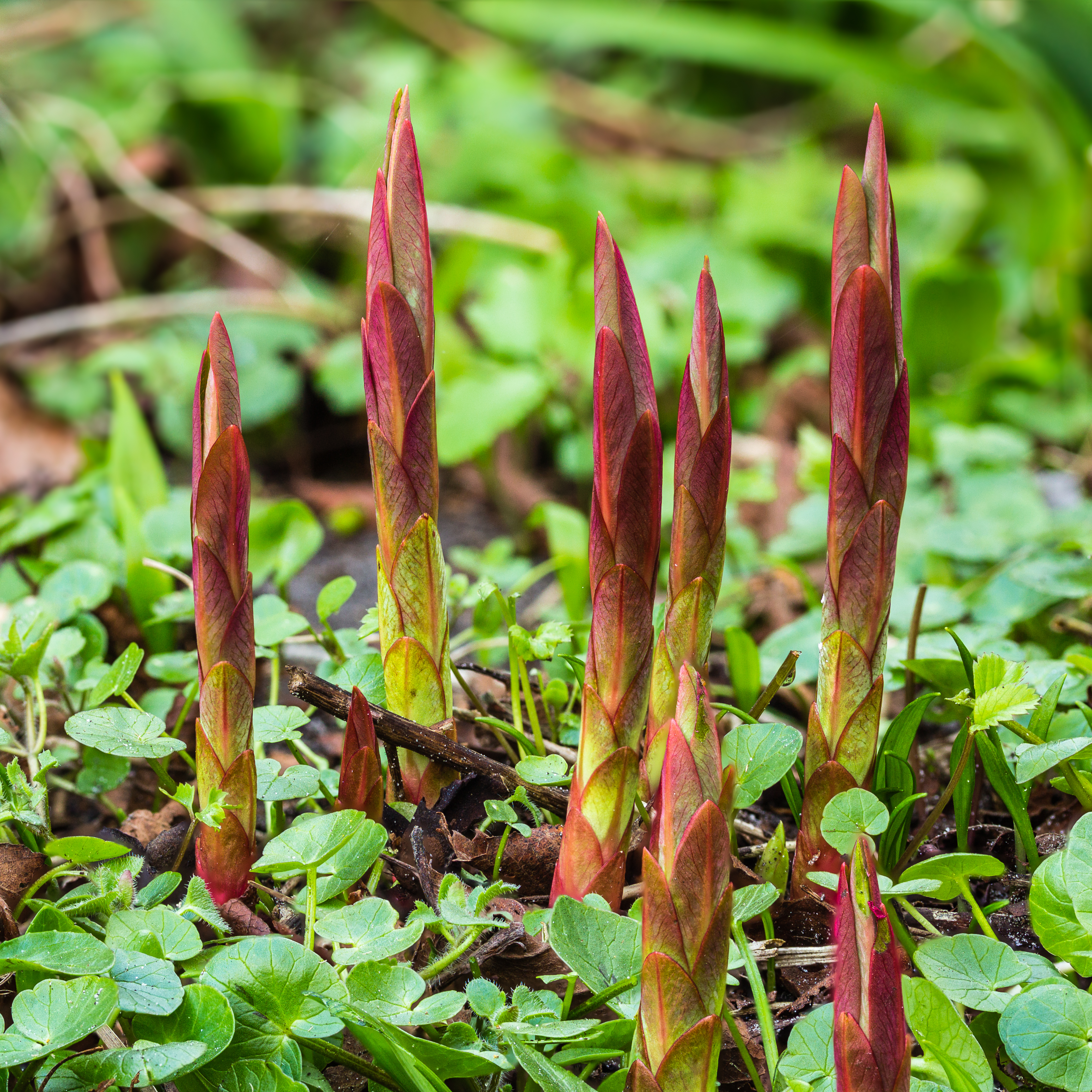
New ground shoots in spring.

Це багаторічна трава заввишки 20–70 см. Стебла переважно поодинокі, рідше скупчені, товщиною 3–7 мм, іноді розгалужені, зазвичай переважно голі. Листки чергуються; прилистки відсутні; ніжка листка невиразна; прикореневі яйцювато-довгасті, 10–20 × 4–6 мм; листові пластини від яйцювато-довгаста до еліптичної, дуже мінливі, 2–7 × 0.6–1.2 см, шкірясті або майже так, основа ослаблена-клиноподібна, край цілий, вершина гостра або тупа. Квітки червоні. Період цвітіння і плодоношення: червень — вересень. Плодоніжка до 4–5 мм. Коробочка куляста, ≈ 4 × 4 мм, гладка, гола. Насіння яйцювато-кулясте, 2.5–3 × ≈ 2 мм, темно-сіре або сіро-буре, адаксіальна поверхня світло-смугаста.

## Поширення
Зростає на півдні Азії: М'янма, Непал, Тибет, Східні Гімалаї, Китай. Населяє розріджені ліси, чагарники, луки; на висотах 2500–4900 метрів.